# Ramal ferroviario San Juan-El Marquesado
El Ramal San Juan - El Marquesado pertenece al Ferrocarril General San Martín, Argentina. 

## Ubicación
Se halla en la provincia de San Juan en los departamentos Capital y Rivadavia.

## Características
Era un ramal secundario de la red del Ferrocarril General San Martín con una extensión de 9,25 km entre las ciudades de Mendoza y San Juan. Fue abierto al tránsito por el Ferrocarril Buenos Aires al Pacífico en noviembre de 1911.
En el marco de las privatizaciones ferroviarias encabezada por el presidente Carlos Menem, el Ferrocarril General San Martín fue entregado en concesión a la empresa Buenos Aires al Pacífico S.A., la cual abandonó la infraestructura del Circuito San Juan. En 2000, el gobierno nacional dispuso mediante un decreto la exclusión del ramal de la concesión original, así como su desafectación definitiva y el levantamiento de sus vías. No presta servicios de cargas ni pasajeros, y su traza se encuentra casi completamente desmantelada e intrusada.